# 東京都寫真美術館
35°38′30″N 139°42′48″E / 35.6417°N 139.7132°E

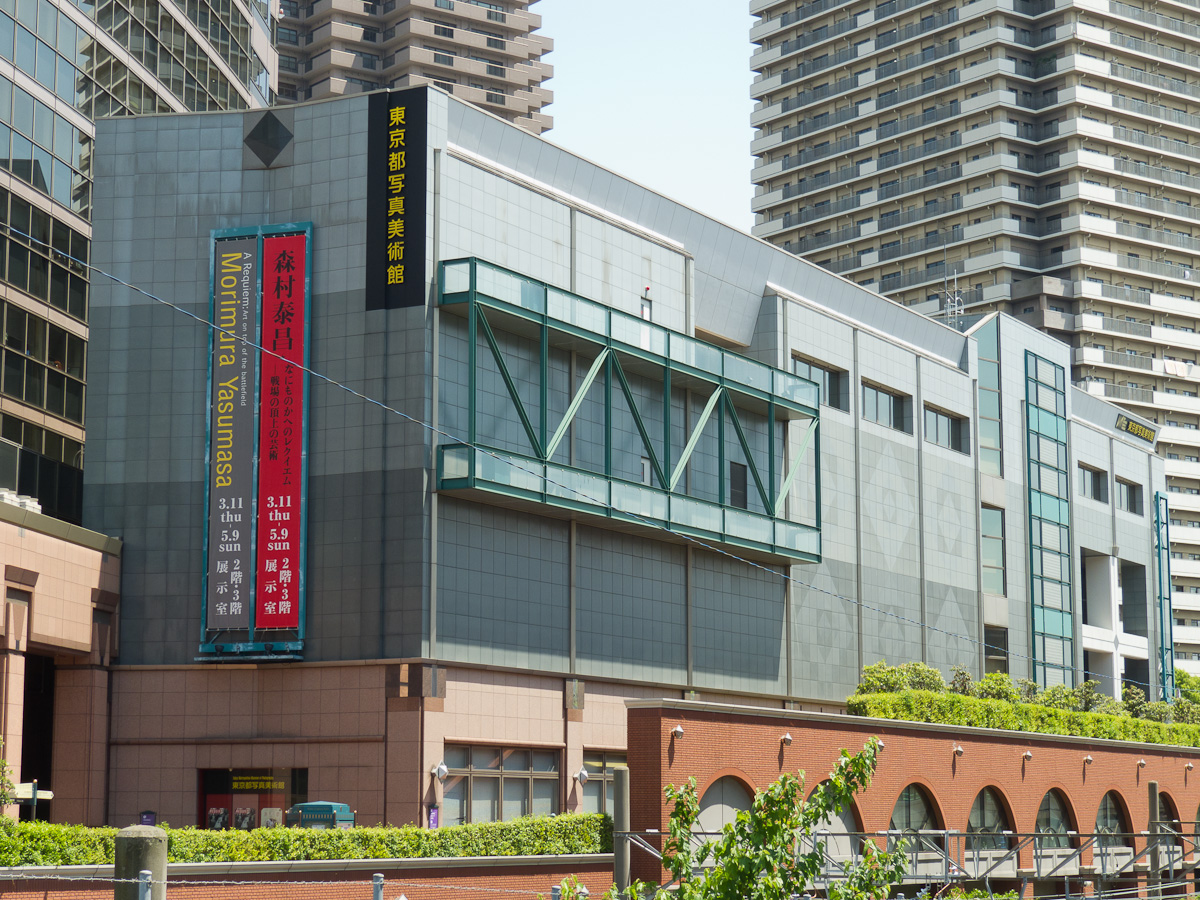
東京都寫真美術館

東京都寫真美術館是位於日本東京都目黑區三田的寫真美術館。1990年建立。

## 外部連結
- https://topmuseum.jp/ （页面存档备份，存于）（日語）